# Ford Capri (2024)
La Ford Capri, o Capri EV, è un'autovettura di tipo crossover SUV a propulsione elettrica prodotta dalla casa automobilistica statunitense Ford a partire dal 2024.

## Contesto e debutto

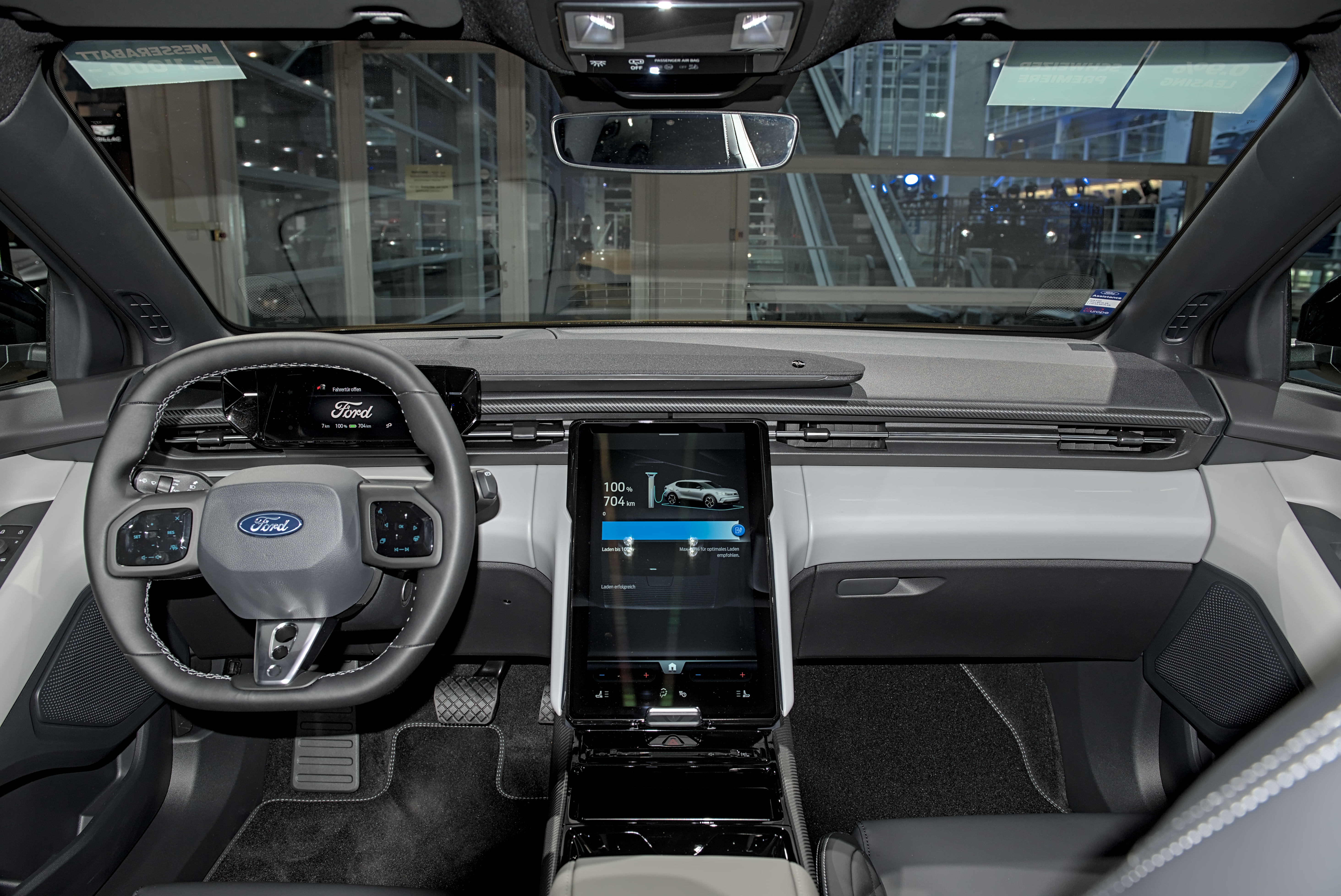
Interni

Il veicolo è stato presentato ufficialmente il 10 luglio  2024, per poi debuttare in pubblico due giorni dopo al Goodwood Festival of Speed.
Prodotta a Colonia in Germania e commercializzata solo in Europa, l'auto è basata sulla piattaforma MEB del Gruppo Volkswagen.

## Descrizione
Costruita sulla stessa piattaforma della Volkswagen ID.5, il veicolo è il risultato di una partnership globale in corso tra le due case automobilistiche.
La nuova Capri è il secondo veicolo elettrico della casa ad essere costruito nel Ford Cologne Electrification Center di Colonia.